# 馳鳥
馳鳥，又名奔鳥，雷嘯鳥，是最大的不會飛的鳥之一，高達3-5米及重250-500公斤。牠們生存在中新世晚期至上新世早期的澳洲，故早期的人類未有與牠們接觸。
2024年，通過對其近親牛頓巨鳥頭骨的研究，學者們認為包括馳鳥在內的馳鳥科實際上是雁形目的成員，是今天生活在南美洲的叫鴨的近親。

## 特徵
奔鳥有一個巨大的喙及顎骨。雖然牠們像巨型的鴯鶓，但其實較為接近鵝。史氏雷嘯鳥就高達4米及重500公斤。牠們棲息在澳洲亞熱帶的遼闊林地，有可能是肉食性的。牠們比隆鳥重，且比恐鳥高。由於D. australis化石紀錄的不完全，加上兩個物種間巨大的時間差，史氏雷嘯鳥可能會被重新分類為牛鳥。
奔鳥有一條長頸，雙翼像殘餘，故不能飛。牠們的腳非常強壯，但相信並不跑得很快。牠們的喙很大及非常強壯，令早期學者是用來撕開植物。但是也有指牠們的喙是用來吃肉的。